# Quinquennium
Quinquennium (la. quinque fem+ annus år) er en periode på fem år.
Første gang, kendt i brug, 1621.